# Greifswalder Oie
Die Greifswalder Oie (gesprochen wie der Diphthong oi [ɔi̯], niederdeutsch für „(kleine) Insel“) ist eine Insel in der südlichen Ostsee, die zum Bundesland Mecklenburg-Vorpommern gehört. Die etwa 54 Hektar große Insel liegt an der Schwelle des Greifswalder Boddens zur offenen Ostsee. Der darauf befindliche Leuchtturm trägt den gleichen Namen.
Administrativ gehört die Greifswalder Oie zur Gemeinde Kröslin. Die Insel wird oft auch als das „Helgoland der Ostsee“ bezeichnet, da sie weiter vom Festland entfernt ist als andere deutsche Ostseeinseln. Die Insel selbst und die umliegenden Gewässer bis zur Zwei-Meter-Wassertiefenlinie sind Naturschutzgebiet.

## Geografie und Geologie
Die Greifswalder Oie ist eine etwa 1.550 Meter lange, max. 570 Meter breite Insel, die von einer an der Ostseite max. 19 Meter hohen Steilküste umgeben ist. Die Greifswalder Oie ist der Insel Usedom etwa zwölf Kilometer vorgelagert und gehört verwaltungsrechtlich zur auf dem Festland gelegenen Gemeinde Kröslin.
Die Insel ist der Rest eines sonst nur submarin vorhandenen Moränenrückens; sie entstand während der letzten Eiszeit, der Weichsel-Kaltzeit, durch mehrfache Gletscherablagerungen aus Skandinavien sowie durch die Wirkung des Meeres. Viele geologische Besonderheiten und das aktive Kliff an der Südostseite machen die Insel zu einem morphologisch reich gegliederten Geotop. Auf der Oie lassen sich insgesamt drei unterschiedliche Ablagerungsphasen nachweisen, so dass man Gesteine aus verschiedenen Teilen Skandinaviens auf der Insel findet. Darunter befindet sich Leitgeschiebe wie der Åland-Rapakivi-Granit von den rund 750 Kilometer entfernten Ålandinseln und Öje-Granit aus dem Grenzgebiet Schweden/Norwegen. Beim Abschmelzen der Gletscher vor rund 14.500 Jahren blieb die Oie auf dem östlichen Vorsprung der Boddenrandschwelle, dem Rest eines Endmoränenrückens, als Insel erhalten. Der Nordteil der Insel war ursprünglich von einer Abtragung der Sedimente betroffen, die sich im Südteil der Insel ablagerten. Dies ist besonders gut im Nothafen zu erkennen: dort befindet sich ein Strand, der aus Sand des Kliffs besteht. Um die Abtragung zu verhindern, wurde zwischen 1891 und 1913 ein fast zwei Kilometer langer Schutzwall an der West- und Nordküste errichtet.

## Flora und Fauna

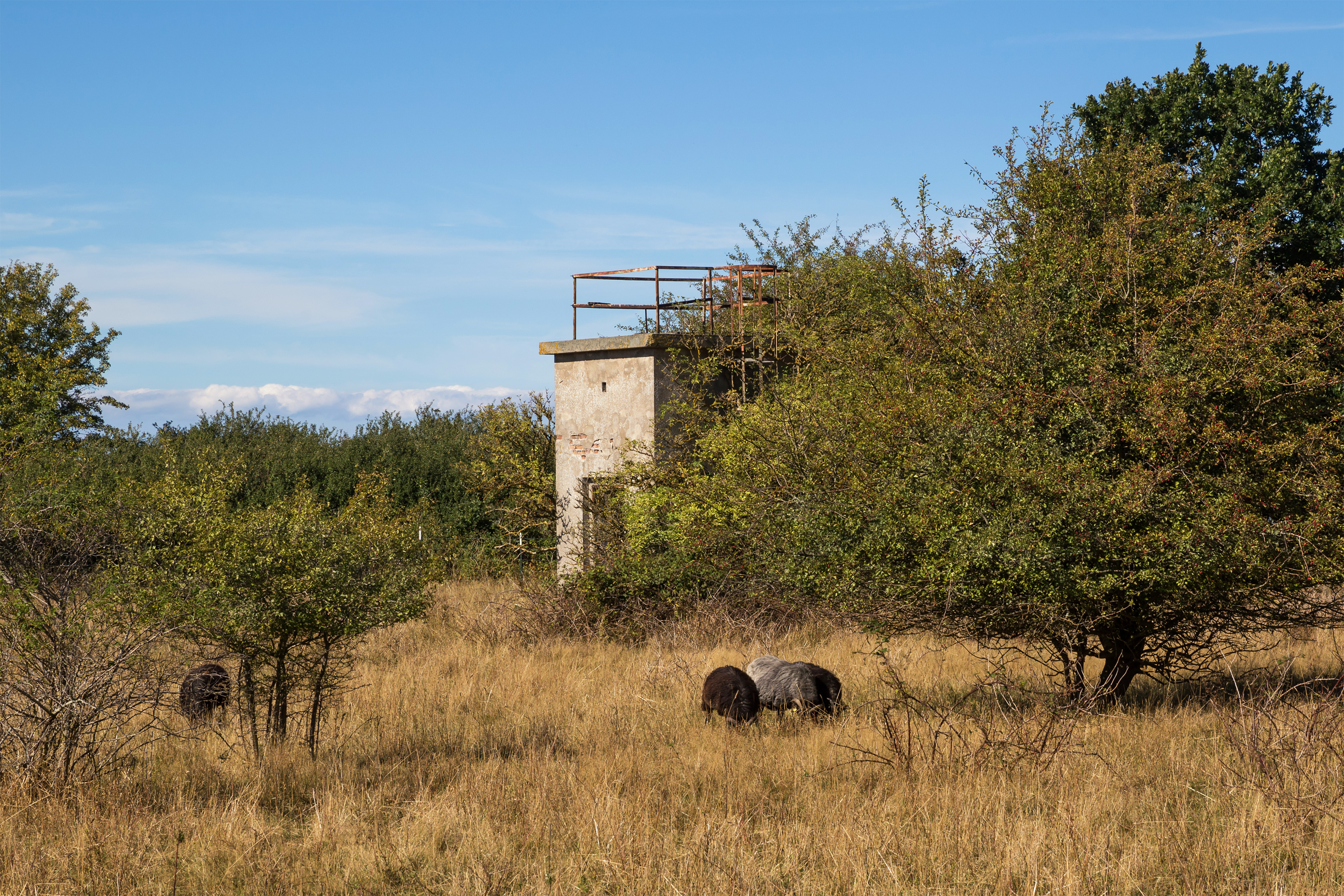
Von Schafen beweidete halboffene Flächen (2016)

Im Nordosten der Insel befindet sich ein rund sechs Hektar großer Laubmischwald mit Ahornbäumen, Eschen, Eichen, Hain- und Rotbuchen sowie Ulmen. Die Bäume wurden über viele Jahrhunderte forstwirtschaftlich genutzt und weisen teilweise bizarre Wuchsformen auf. Nach dem Ende der landwirtschaftlichen Nutzung der Insel in den 1950er Jahren breiteten sich insbesondere in dem Gebiet zwischen dem Altwald und dem Leuchtturm Eschen aus, da deren Triebe von den damals auf der Insel befindlichen Shetlandponys nicht gefressen wurden.
Das ehemalige Vorkommen des Manns-Knabenkrautes ist 2019 erloschen.

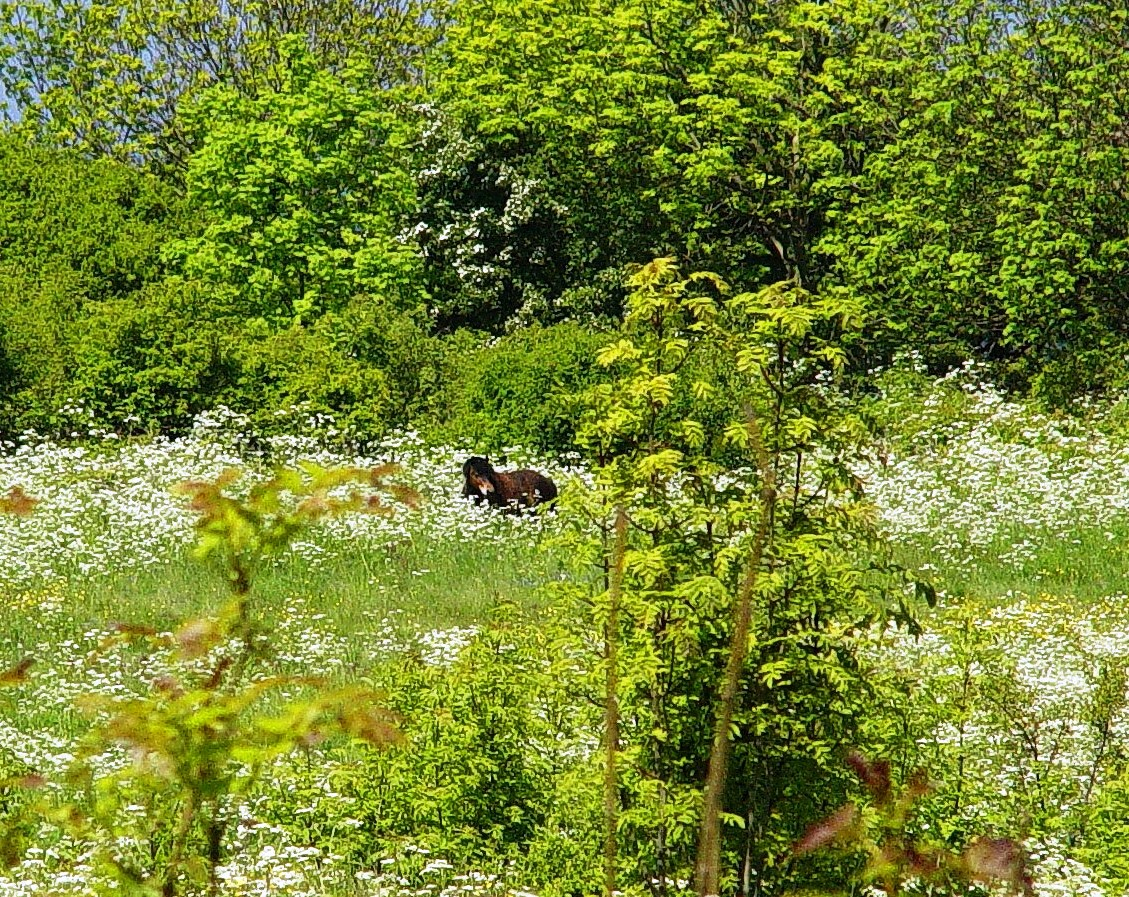
Ponys weiden zwischen dem Wiesenkerbel (2004)

Auffällig sind verwilderte Reste der Obstgärten, die hinter dem Leuchtturm und dem ehemaligen Seemannsheim angelegt worden waren.
Der Kliff- und Strandbewuchs bestehen im Wesentlichen aus niederwüchsigen Gebüschen, Wildobstbäumen und Einzelsträuchern. Am Strand findet man zusätzlich Stranddisteln, Meerkohl, Strandroggen, Salz-Astern, Salzmiere, Strand-Milchkraut und den Huflattich.
Die ornithologische Bedeutung der Oie liegt vornehmlich in ihrer Rolle als wichtiges Rastgebiet für Zugvögel. Jährlich werden im Durchschnitt 220 Arten nachgewiesen. Im Herbst und Frühjahr nutzen tausende Vögel die Insel als Orientierungspunkt und Rastplatz. Besonders häufig anzutreffen sind Rotkehlchen, Wintergoldhähnchen, Laubsänger, Drosseln und Finken. Im Sommer nutzen zudem mehrere hunderte baltische und skandinavische Höckerschwäne die Umgebung der Insel als ruhigen Ort für ihre Großgefiedermauser. Im Winter können zahlreiche arktische Entenvögel angetroffen werden, u. a. Trauer-, Samt-, Eis- und Bergenten.
Auch als Brutplatz wird die Insel jährlich von etwa 45 Vogelarten genutzt, so findet sich hier ein bedeutender Anteil des Brutbestandes der Eiderente in Mecklenburg-Vorpommern. Des Weiteren sind typische Brutvögel der Insel Ufer- und Mehlschwalbe, Silbermöwe sowie diverse Grasmückenarten. In den letzten Jahren nur noch unregelmäßig brüten zudem nur noch einzelne Paare Grünlaubsänger, Karmingimpel, Zwergschnäpper und Sperbergrasmücke.
Die Insel beherbergt lediglich wenige Säugetierarten. Hierzu zählen mehrere hundert Siebenschläfer, welche Mitte der 1990er Jahre illegal ausgesetzt wurden, Fischotter und zahlreiche Fledermausarten. Um die Insel haben sich in den letzten Jahren wieder Kegelrobben angesiedelt, welche über hundert Jahre in der südlichen Ostsee als ausgestorben galten. Inzwischen können besonders im Frühjahr bis zu 190 Individuen dieser Art beobachtet werden. Sehr selten treten auch vereinzelt Seehunde und Ringelrobben auf. Die früher über die zugefrorene Ostsee eingewanderten Steinmarder und Füchse wurden zum Schutz der seltenen Brutvogelarten bejagt und schließlich ausgerottet.
Aufgrund der abgeschiedenen Lage der Insel sind auch Reptilien- und Amphibienarten rar. Nachgewiesen wurden: Waldeidechse, Ringelnatter, Blindschleiche, Kreuzottern, Teich- und Kammmolche, Grünfrösche der Gattung Rana.
An Insekten wurden Arten aus den Ordnungen Haut-, Netz- und Zweiflügler, Käfer, Schmetterlinge, Libellen, Heuschrecken, Schnabelkerfe und -fliegen nachgewiesen.
Bemerkenswert ist das Vorkommen der Flussuferwolfsspinne, welche nach Anlage 1 der Bundesartenschutzverordnung besonders geschützt ist und in den Strandbereichen lebt.

## Klima
Das Klima der Insel ist maritim, gekennzeichnet durch den Einfluss der Ostsee und die große Entfernung zum Festland. Aufgrund dieser Lage bilden sich kaum Wolken, was zu wenig Niederschlag und vielen Sonnenstunden (regelmäßig über 2000 pro Jahr) führt.

## Geschichte

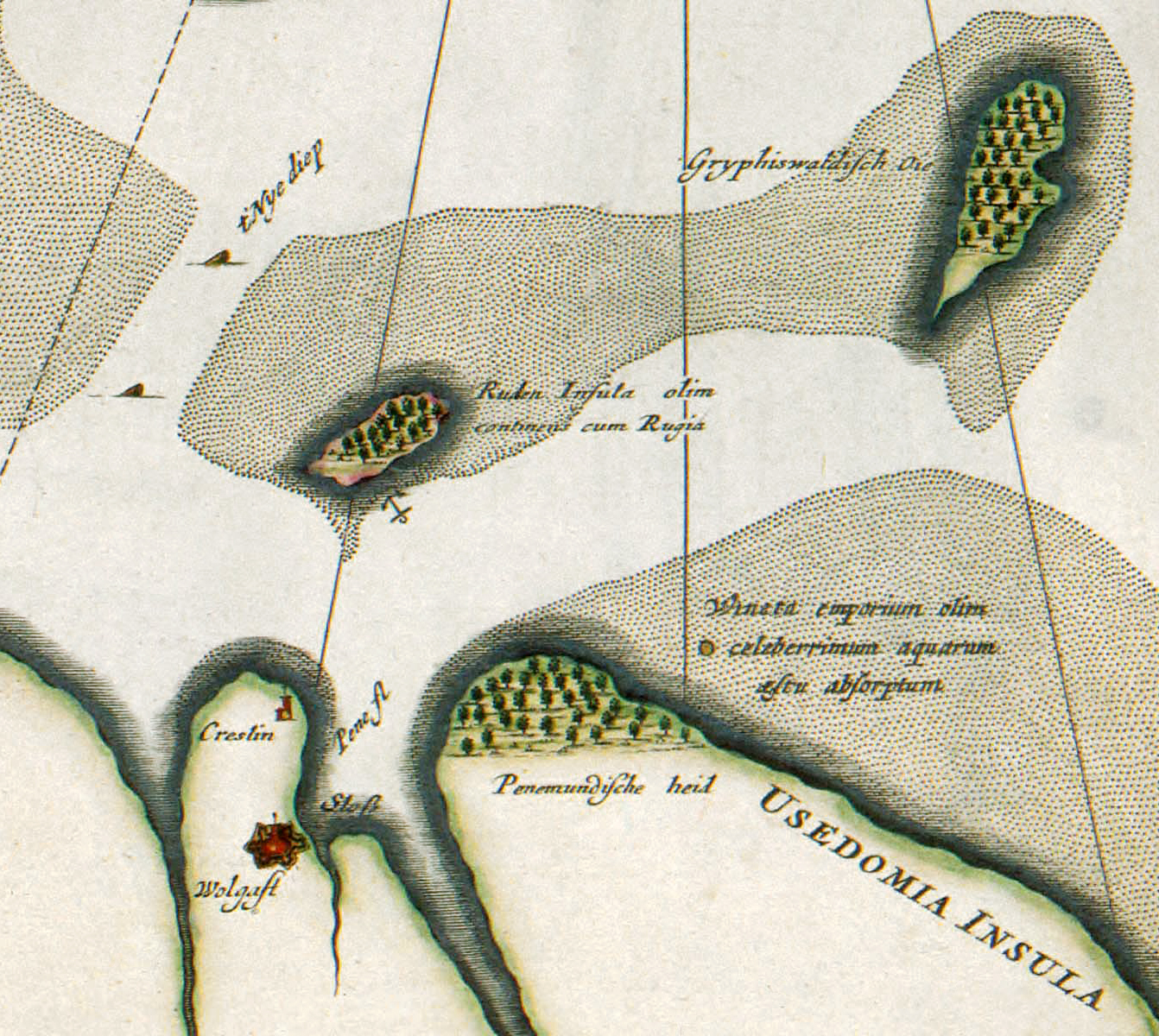
Kartenausschnitt von 1631 zeigt Ruden, Greifswalder Oie, Wolgast und Usedom

Das Gebiet um die Greifswalder Oie wird als einer der Orte vermutet, welche mit der Seeschlacht von Svold am 9. September 1000 in Verbindung gebracht werden. Die Insel Greifswalder Oie wurde erstmals 1282 als „Swante Wostroe“ (heilige Insel) urkundlich erwähnt, 1292 als „Swante Wuzterhusen“ und erst 1556 als namesähnliche „Öhe“.
Der heutige Name der Insel rührt seit 1608 von ihrem ehemaligen Besitzer her, der Stadt Greifswald. Diese erwarb die Insel 1291 von der Stadt Wolgast, die das Geschenk des Pommernfürsten Bogislaw IV. (1282) aus Geldmangel verkaufen musste. Die Greifswalder schickten ihre Zuchtpferde zur Sommerweide auf die Insel. 1527 pachtete der Ratsherr Henning Oldhaver die Insel und nutzte sie als Fischereistützpunkt. Die Insel war zu dieser Zeit unbewohnt; es gab lediglich eine Kapelle für Fischer, die Ende des 16. Jahrhunderts einstürzte. Mitte des 17. Jahrhunderts verpachtete die Stadt Greifswald die Oie für 1000 Reichstaler an den schwedischen Feldmarschall Carl Gustav Wrangel. 1670 holte man die Pferde zurück auf das Festland und setzte Wild aus. Ziel war, die Insel zu einem Jagdrevier auszubauen. Dieser Plan wurde Ende des 17. Jahrhunderts jedoch aufgegeben, da der Wildbestand einging. Nun wurden erstmals Bauern auf der Insel angesiedelt. Sie lebten von Landwirtschaft und Viehzucht, mussten aber auch zur Zeit des Nordischen Krieges (1700–1721) einen dänischen Soldatentrupp von rund 300 Mann ernähren. Anschließend waren die Holzungen der Insel verwüstet und die Viehställe sowie die Vorratskammern geleert. 1749 löste die Stadt die Oie wieder aus und die Pächtergebäude gingen in das Eigentum der Bauern über.

### Infrastruktur 1850 bis 1990
Erst um 1850 wurde die Oie von drei Pächterfamilien dauerhaft besiedelt. Sie betrieben hier neben Fischfang auch eine bescheidene Landwirtschaft. Von 1853 bis 1855 wurde auf der Insel unter der Leitung des Architekten Hermann Kirchhoff ein Leuchtturm errichtet. 1865 hatte die Insel 41 Einwohner. Von 1873 bis 1877 entstand ein Fischereinothafen, der jedoch bald zu klein war und zu Reibereien unter den Fischern führte. Daher baute man 1889 ein Seemannsheim, das auch in Seenot geratene Fischer aufnahm. Nach einem Einsturz im Jahr 1960 wurde das Gebäude abgerissen. 1883 verkaufte Greifswald die Insel an den preußischen Staat, da der Betrieb des Leuchtturms und der Rettungsstation eine zu große finanzielle Belastung darstellte. Seit Juni 1877 wurde die Oie touristisch genutzt. Das Dampfschiff „Otto“ aus Wolgast brachte zu diesem Zeitpunkt erstmals Tagesgäste auf die Insel. In den folgenden Jahren brachten Ausflugsschiffe immer mehr Badegäste auf die Greifswalder Oie. Nach dem Ersten Weltkrieg betrieb nur noch ein Pächter, die Familie um Fritz Halliger, Landwirtschaft auf dem Eiland. Sie bauten Weizen, Roggen, Klee, Rüben und Kartoffeln an. In Verbindung mit einigen Obstgärten war so eine Selbstversorgung möglich. Halliger baute 1928 für die Inselbesucher sein Anwesen Inselhof zu einer Pension mit Restaurant aus. Zahlreiche Prominente, z. B. Asta Nielsen und Thomas Mann, besuchten die Oie. 1932 war die Insel Kulisse für den Film „F.P.1 antwortet nicht“ mit Hans Albers in der Hauptrolle.

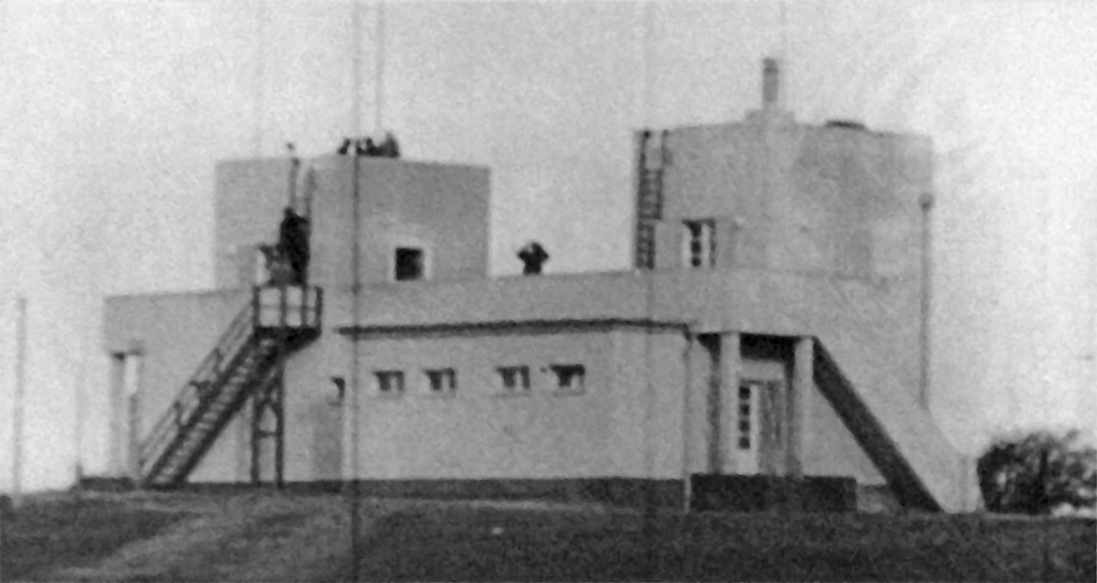
Raketen-Leitbunker der Wehrmacht von 1939

Mit dem Aufbau der Heeresversuchsanstalt Peenemünde begann die militärische Nutzung der Insel durch die Wehrmacht. Personal der Heeresversuchsanstalt quartierte sich auf der Insel ein, die zum militärischen Sperrgebiet erklärt wurde; einen Status, den sie für über 60 Jahre mit einer Unterbrechung in den 1950er Jahren behalten sollte. Die Familie Halliger musste 1937 die Greifswalder Oie verlassen und siedelte zur Stubbenkammer auf Rügen über. Von 1937 bis 1945 wurden auf der Greifswalder Oie zahlreiche Raketenstarts durchgeführt. So erfolgten hier 1937 die vergeblichen Startversuche der A3 und zwischen 1938 und 1942 die Starts der A5-Raketen. Auch 28 A4-Raketen wurden von der Greifswalder Oie zwischen 1943 und 1945 zu Steilstarts gestartet, um deren Verhalten beim Eintritt in die Atmosphäre zu untersuchen, eine Phase, in der die Flugkörper häufig zerbrachen (siehe auch: Liste der in Peenemünde und auf der Greifswalder Oie durchgeführten Starts der A4-Rakete). Die Ruine des großen Leitbunkers aus der Zeit zwischen 1937 und 1945 konnte 2009 noch besichtigt werden.
Nach dem Ende des Zweiten Weltkrieges demontierte und sprengte die Rote Armee einen Großteil der Anlagen. In den 1950er Jahren verließ der Sowjetarmee die Insel, die kurz darauf von der DDR-Volksmarine übernommen wurde.  Zwischenzeitlich war die Insel bis 1957 für die Öffentlichkeit zugänglich.

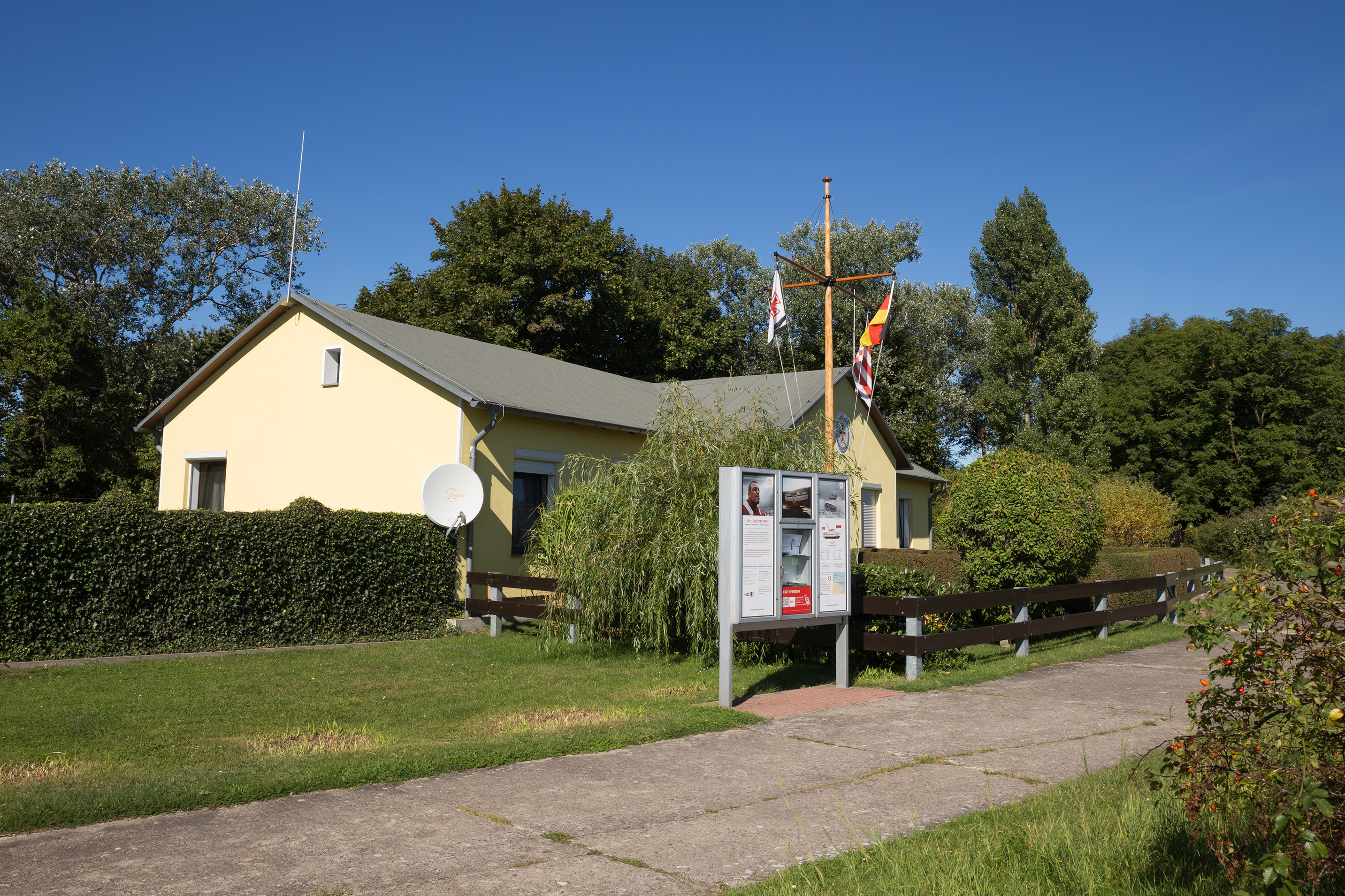
Das Gebäude der DGzRS

Zu Zeiten der DDR waren auf der Greifswalder Oie rund 25 bis 30 Mann der Grenzsicherungs-Einheiten der 6. Grenzbrigade Küste stationiert. Der Inselhof diente zu dieser Zeit dem Offizier der Einheit als Dienst- und Unterkunftsgebäude. Neben den Seestreitkräften waren zeitweilig auch Einheiten der Luftstreitkräfte auf der Insel stationiert, die den Luftraum mit Radaranlagen überwachten. Die Überreste der militärischen Anlagen prägen noch immer das Bild der Insel. Der VEB Forschungsstelle für Bienenwirtschaft betrieb auf der Insel eine Körstation zur Königinnenzucht.

### Infrastruktur seit 1990
Nach der deutschen Wiedervereinigung verließ die Volksmarine, jetzt als Teil der Bundeswehr, die Insel und das Sperrgebiet wurde aufgehoben. 1990 wurde die Oie einstweilig gesichert, aber erst am 29. Februar 1995 offiziell als Naturschutzgebiet ausgewiesen, nachdem der Verein Jordsand zum 1. August 1993 die Naturschutzbetreuung dieser Insel übernommen hatte, die zuvor, im Jahr 1994, von Bundes- in Landeseigentum übergegangen war. Der Verein richtete das ehemalige Gebäudes des Inselhofs für seine Belange her. Ein Besucher-Informationszentrum wurde eingerichtet. Die zum Teil verwahrlosten Gebäude waren zeitweise dem Gebrauch durch ungebetene Sportboot-Touristen ausgesetzt, was zu weiteren Gebäudeschäden führte. Seit dem Jahr 2018 wird das Gebäude des früheren Inselhofs auch von der DGzRS genutzt. Außerdem befindet sich die Außenstelle für Bienenbelegstelle des Landesverbands der Imker Mecklenburg-Vorpommerns auf der Insel sowie eine Klimastation des Deutschen Wetterdienstes (DWD).  Die übrigen Ruinen wurden meist abgerissen. Auf der Insel existiert heute keinerlei öffentliche touristische Infrastruktur.

## Naturschutzgebiet

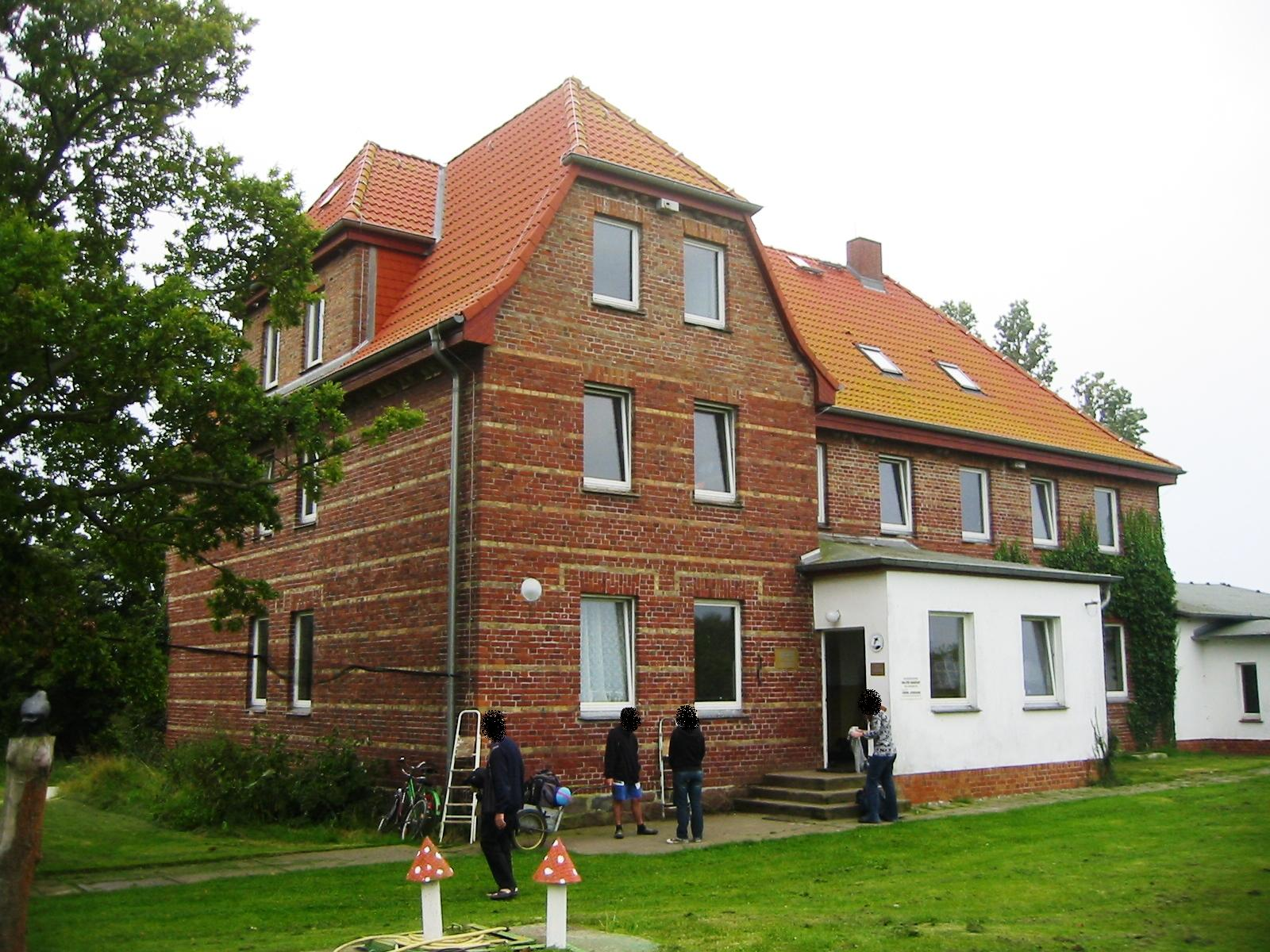
Biologische Station „Walter Banzhaf“

Die Insel ist seit dem 20. Februar 1995 als Naturschutzgebiet ausgewiesen und wird vom Verein Jordsand betreut. Die gesamte Naturschutzgebietsfläche beträgt 218 Hektar. Zu den Schutzzwecken zählen die Erhaltung der geologischen Besonderheiten der Insel sowie des Oier Riffs: Vor dem Kliff der Südkante befinden sich unterschiedliche geologische Gesteinsblöcke sowie eine artenreiche Strandvegetation. Gäste können sich im Informationszentrum Biologische Station Walter Banzhaf über die Naturschutzaktivitäten des Vereins informieren.
Der Verein führt seit 1. August 1993 in Zusammenarbeit mit der Beringungszentrale Hiddensee eine Registrierfangstation. Pro Jahr werden etwa 20.000 Vögel beringt. Damit ist die Insel in eine Kette weiterer Stationen integriert, die zu Forschungszwecken von Skandinavien bis Westafrika Zugvögel beobachten.
Die von Gras und Stauden dominierte Vegetation der Insel soll aus Naturschutzgründen erhalten bleiben, damit eine Vielfalt an Lebensräumen für eine möglichst artenreiche Fauna und Flora existiert. Aus diesem Grund beweiden Rauhwollige Pommersche Landschafe im Rahmen eines Biotopmanagements die Koppeln der Insel. Diese extensive Landnutzung verhindert ein Verbuschen der Offenlandflächen und schafft eine Vegetationsstruktur, welche Rast- und Brutvögeln vorteilhafte Bedingungen bietet.

## Leuchtturm

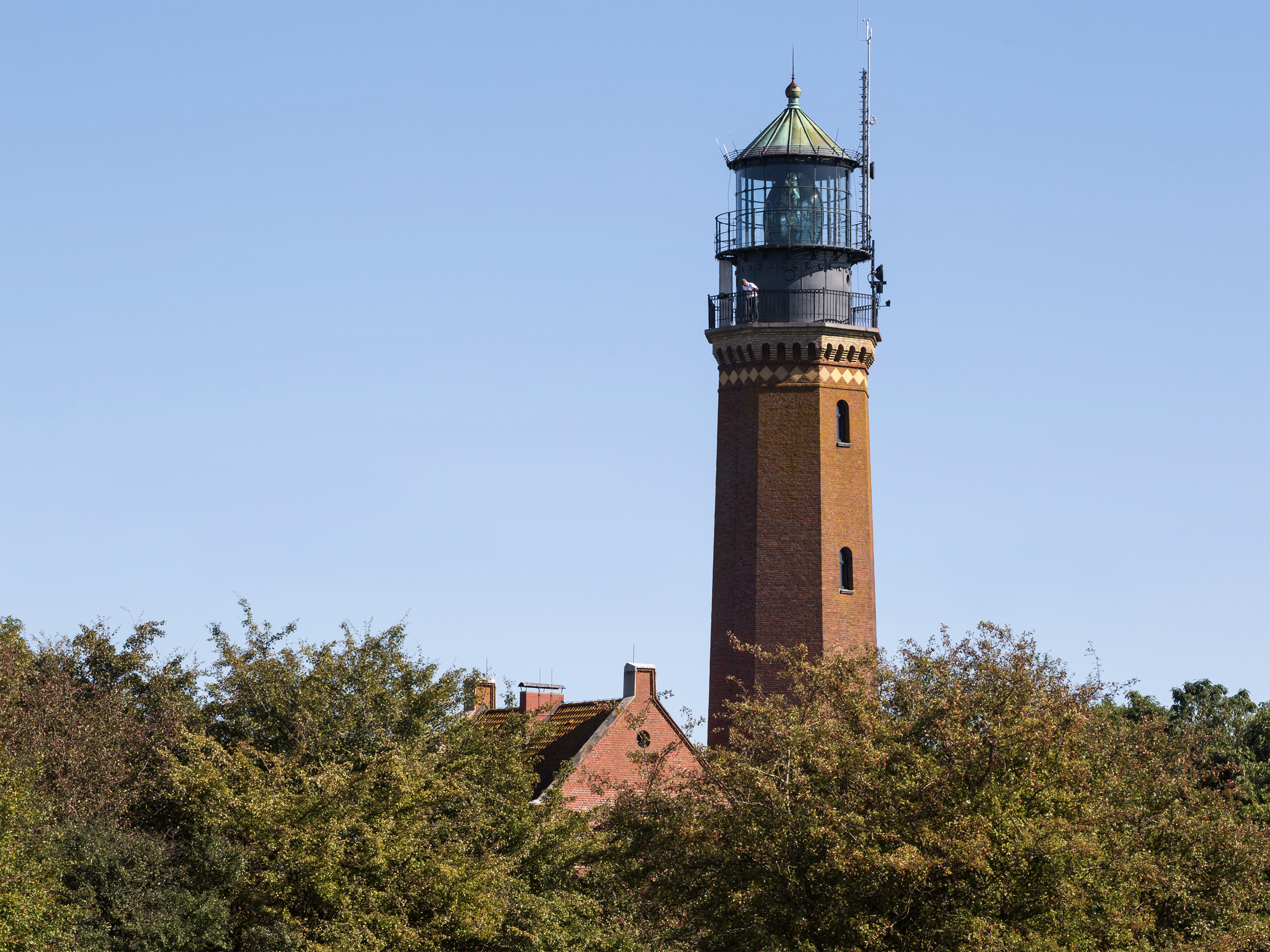
Leuchtturm „Greifswalder Oie“

Der östlichste deutsche Leuchtturm Greifswalder Oie hat seinen Standort am Übergang zum freien Seeraum der Ostsee. Die Grundsteinlegung erfolgte am 24. August 1853 durch König Friedrich Wilhelm IV. von Preußen. Der im 21. Jahrhundert unter Denkmalschutz stehende, 38,6 Meter hohe, achteckige Turm wurde am 1. Oktober 1855 offiziell in Betrieb genommen. Er ist im Jahr 2018 mit 26 Seemeilen (rund 50 Kilometer) Tragweite der lichtstärkste Leuchtturm Mecklenburg-Vorpommerns und besitzt eine linksdrehende Optik mit einer Blitz-Wiederkehr von 3,8 Sekunden. Die Feuerhöhe liegt 48,5 Meter über dem Meeresspiegel.
In den Anfangsjahren wurde das Licht mit Rapsöl erzeugt, ab 1885 wurden Petroleumlampen dazu verwendet. In den Jahren 1911–1914 erfolgte ein Umbau, bei dem ein neues Laternenhaus der Firma Pintsch aus Berlin mit einem Durchmesser von 4,5 Meter errichtet wurde. In das vergrößerte Laternenhaus wurde eine Fresnel-Linse der Firma Weule aus Goslar mit einer Brennweite von 900 Millimeter und einer Höhe von 2,8 Meter eingebaut. Ab 1938 wurden elektrische Scheinwerferlampen mit einer Spannung von 110 V und einer Leistung von 2000 Watt zur Lichtsignalgebung genutzt. 1978 wurde der Leuchtturm auf eine Fernüberwachung umgestellt, so dass der letzte Leuchtfeuermaschinist den Turm verließ und damit die 120-jährige Geschichte der Leuchtfeuerwärter auf der Insel beendete. 1994 erfolgte eine weitere Sanierung, bei der Entladungslampen eingebaut wurden (400 V bei 2000 Watt). Seit dem Frühjahr 2007 ist das Gebäude im Sommer täglich für eine begrenzte Zahl von Touristen geöffnet.
Die Verantwortlichkeit für den Leuchtturm liegt seit 2020 beim Wasserstraßen- und Schifffahrtsamt Ostsee.

## Rettungsstation der DGzRS
Die Deutsche Gesellschaft zur Rettung Schiffbrüchiger (DGzRS) hat seit 1881 eine Rettungsstation auf der Insel. Für die Seenotrettung liegt im Nothafen ein Seenotkreuzer in Bereitschaft.

## Weitere Nutzungen

### Bienenbelegstelle

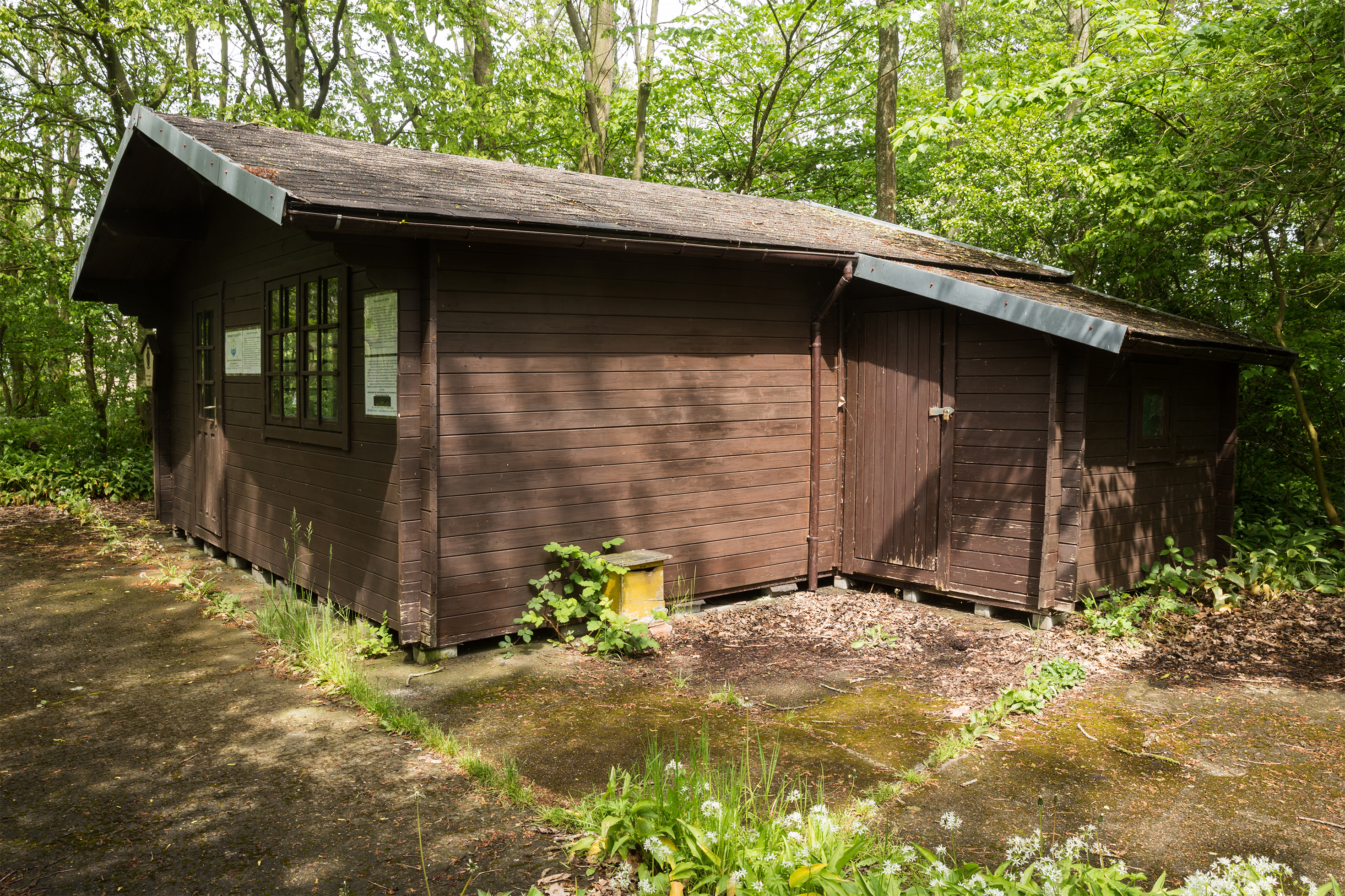
Bienenbelegstelle auf der Greifswalder Oie

Auf der Insel befindet sich eine Bienenbelegstelle. Diese wird durch den Landesverband der Imker Mecklenburg-Vorpommern e. V. (LIMV) verwaltet, betreut und für die Zucht der Carnica-Biene (Kärntner Biene) genutzt. Neben der Carnica wird die Oie auch zur Zucht der Buckfastbiene durch den Landesverband der Buckfastimker Mecklenburg-Vorpommern e. V. genutzt. Dieses geschieht im Wechsel, so dass es zu keiner Vermischung der Rassen kommt. Für beide Verbände ergibt sich dort die Möglichkeit, unter kontrollierten Bedingungen die Königinnenzucht durchzuführen. Da sowohl die Königin als auch die Drohnen zur Paarung teilweise große Entfernungen zurücklegen können, wird zur Zucht ein Ort benötigt, der von nicht erwünschten Drohnen nur schwer erreicht werden kann. Diese Voraussetzungen sind auf der Oie, wie auch in den weiteren Bienenbelegstellen auf der Insel Hiddensee und auf dem Ruden gegeben. Die Zucht hat das Ziel, die Sanftmütigkeit und den Honigertrag zu steigern. Weiterhin soll die Schwarmneigung gesenkt und die Widerstandsfähigkeit gegen Krankheiten gesteigert werden.

### Erreichbarkeit und Fremdenverkehr

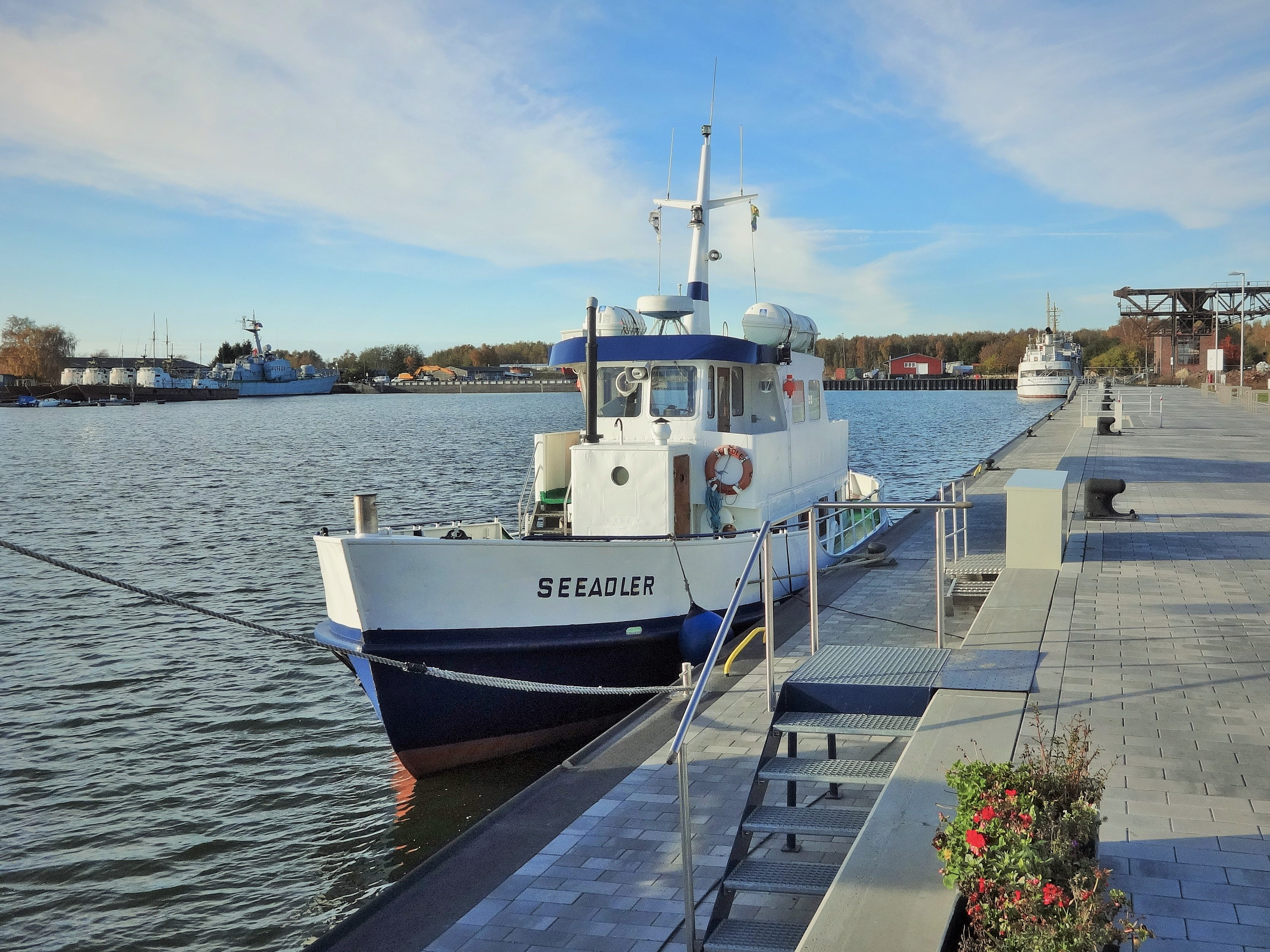
Die MS Seeadler unternimmt Fahrten zur Greifswalder Oie

Die Greifswalder Oie wird von einem Ausflugsboot von Peenemünde und Freest aus angelaufen. Allerdings ist die Oie als Naturschutzgebiet der Öffentlichkeit nur begrenzt zugänglich. Maximal 50 Personen pro Tag dürfen die Insel betreten. Privater Bootsverkehr und Baden sind nicht gestattet und gastronomische Einrichtungen existieren dort nicht. Die Insel kann vom Hafen zum Leuchtturm an der Nordspitze über einen beschilderten Weg erwandert werden.